# 女呪霊
『女呪霊』（じょじゅれい）は、2004年公開の田川幹太監督のモキュメンタリー作品である。

## 概要
巷に秘密裏に出回る無修正アダルトビデオの作中に奇妙な少女の姿が映りこんでいた。某ビデオ制作会社がそのビデオの詳細と謎を探るために、アンダーグラウンドな世界へ危険を顧みずに潜入していく。

## 出演者
- 山本正
- 田川幹太
- 田中餌蝋
- 古賀栄治　他

| スタブアイコン | サブスタブ | この項目は、まだ閲覧者の調べものの参照としては役立たない、映画に関連した書きかけの項目です。この項目を加筆・訂正などしてくださる協力者を求めています（P:映画/PJ:映画）。 |